# Cinque Terre
Ne doit pas être confondu avec Les 5 Terres.
Les Cinque Terre (en ligure : Çinque Taere, « Cinq Terres ») forment une partie de la côte de la Riviera italienne, dans la Ligurie, à l'ouest de la ville de La Spezia. Les Cinque Terre comprennent cinq villages : d'ouest en est, Monterosso al Mare, Vernazza, Corniglia, Manarola et Riomaggiore qui sont rattachés au parc national des Cinque Terre créé en 1999.
Les Cinque Terre occupent un paysage accidenté et escarpé, sur lequel sont construites au fil des siècles des terrasses permettant l'agriculture. Les villages sont bâtis sur la côte méditerranéenne, dans des criques et sur les falaises. Malgré la construction d'une route et d'une voie ferroviaire au XXe siècle, leur accès reste à la fois difficile, et emprunté par un grand nombre de visiteurs obligeant à envisager des mesures de régulation.

## Histoire
Les premiers faits historiques des Cinque Terre remontent au XIe siècle. Les villages de Monterosso et Vernazza sont apparus les premiers, tandis que les autres se sont développés plus tard vers le début du XIVe siècle. Au cours du XVIe siècle, afin de contrer les attaques turques, les habitants renforcent les vieilles fortifications, et construisirent de nouvelles tours de défense. 
Au XIXe siècle, les habitants ont la possibilité d’échapper à l’isolement dans les villages. Cependant, cela entraîne l'abandon des activités traditionnelles. Par conséquent, une augmentation de la pauvreté pousse beaucoup d’habitants à émigrer, du moins jusque dans les années 1970, lorsque le développement du tourisme enrichit la région. 
Contrairement à la croyance populaire selon laquelle les couleurs des maisons ont pour origine les maisons des pêcheurs, elles n’ont été peintes aux couleurs vives qu’à la fin des années 1970. 
Aujourd’hui, les habitants vivent principalement de vignobles et de culture d’oliviers. Monterosso est le seul village où la pêche est la principale activité.  De plus, sa plage est la plus grande des Cinq Terres.  Par conséquent la ville a une grande vocation touristique et l'on y trouve des établissements d'hôtellerie et restauration de grande qualité.

## Géographie

### Relief
Les Cinque Terre sont composées d'une étroite bande de terre comprise entre la mer Méditerranée et la ligne de crête qui les séparent du Val di Vara et du golfe de La Spezia. La zone montagneuse est parallèle à la côte et comprend des sommets de faible altitude comme le Mont Malpertuso (815 m) ou le Mont Vè (486 m), mais proches de la mer, provoquant une dénivellation importante.
Le littoral est bordé à l'ouest par le cap Mesco et se poursuit selon une direction sud-est jusqu'à Porto Venere, en comprenant de nombreuses baies et caps. La côte est rocheuse et escarpée, et dans certains cas presque verticale. Des plages de sable et de galets sont présentes près de Monterosso, Corniglia et Riomaggiore.

### Hydrographie
Le réseau hydrographique des Cinque Terre est caractérisé par des rivières torrentielles, avec des précipitations maximales en automne et au printemps, et minimales en été. Les bassins hydrographiques sont limités par la proximité des montagnes de la côte. La création de terrasses et de murs pour l'agriculture a également eu un rôle important dans le contrôle des eaux.

### Climat
Les Cinque Terre connaissent un climat méditerranéen. Comme le reste de la Riviera, il s'agit d'une région de Ligurie où les températures hivernales sont plus douces que la moyenne, avec des températures proches de 9 °C.

### Géographie humaine et protection

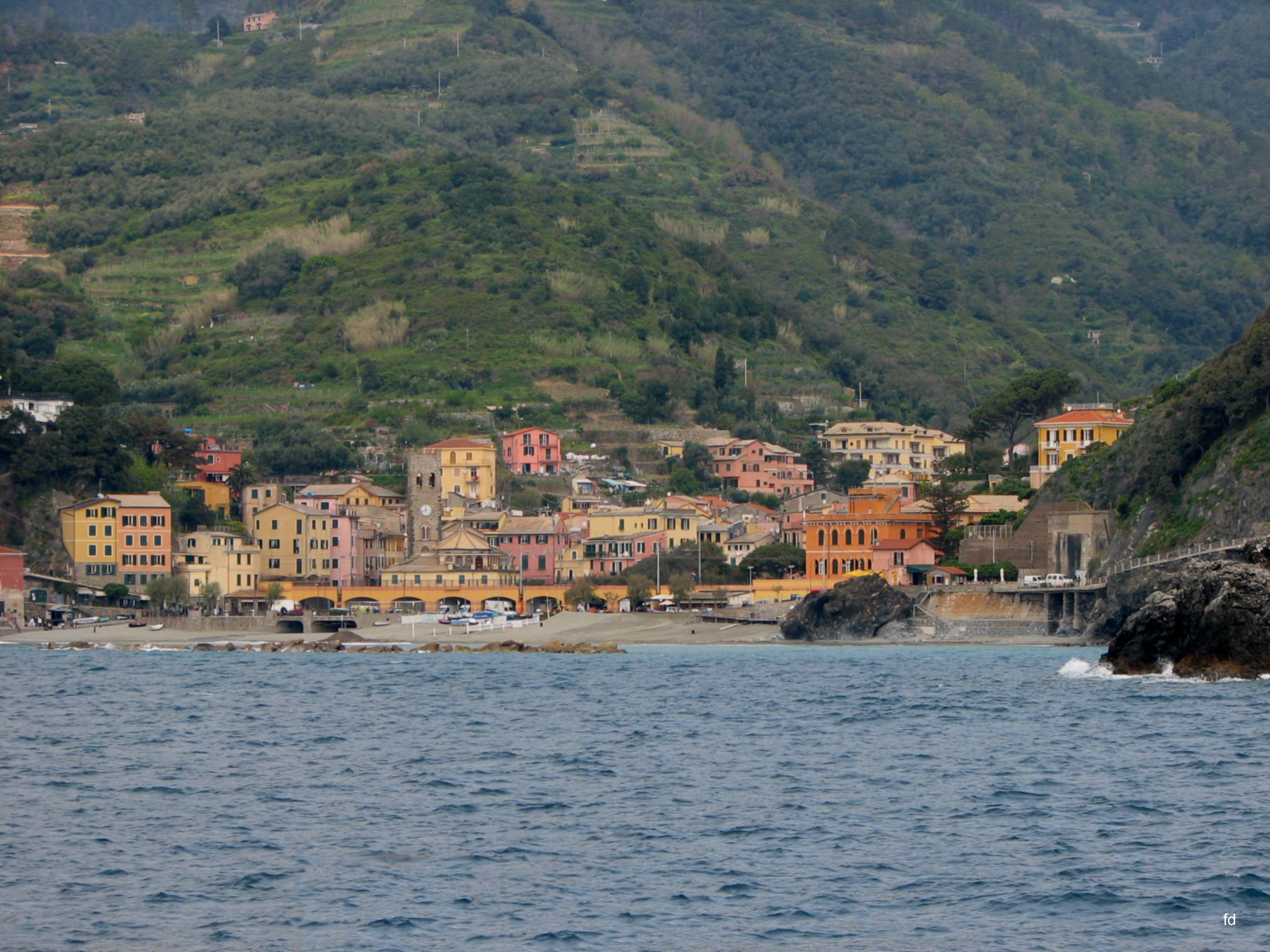
Monterosso al Mare.

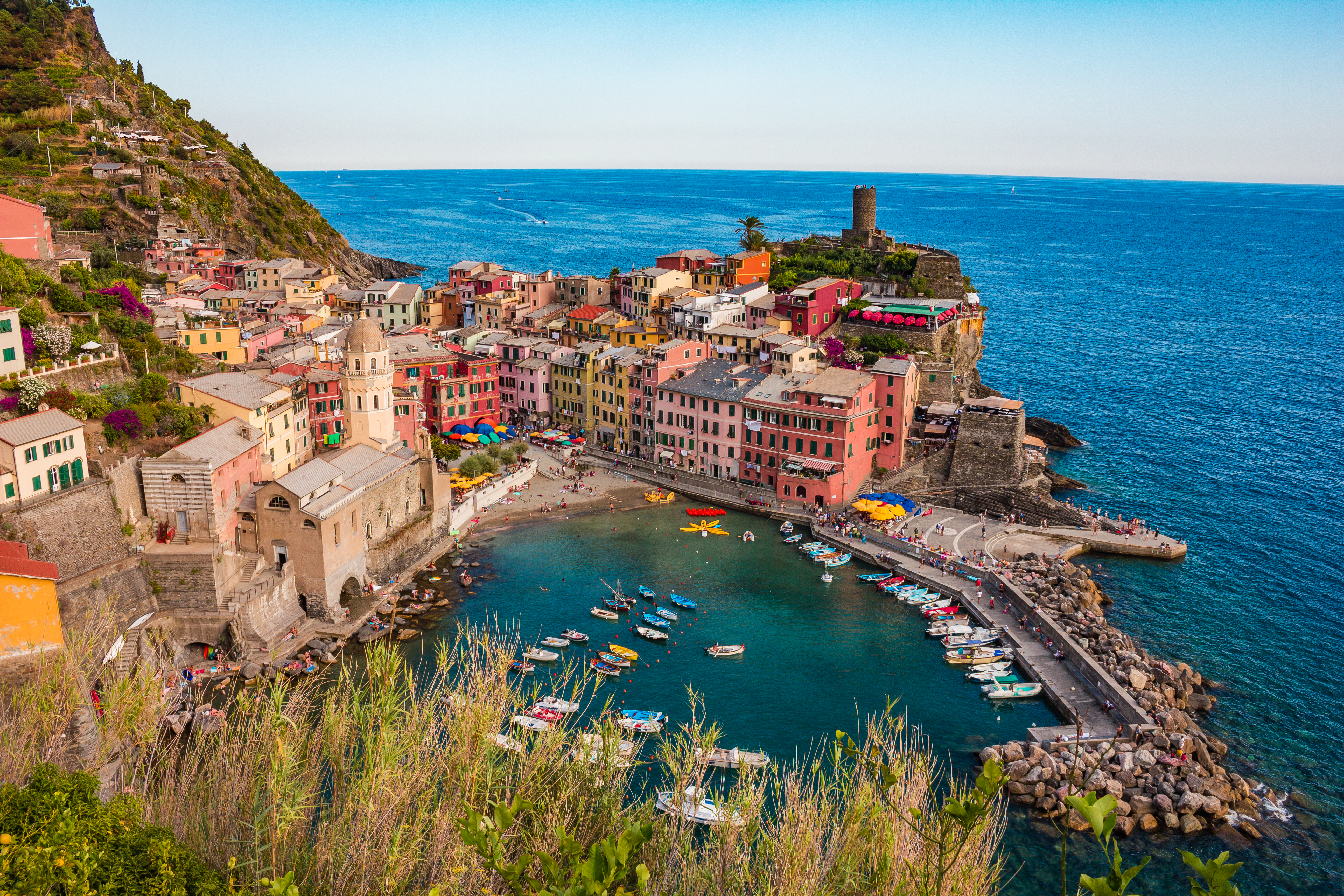
Vernazza.

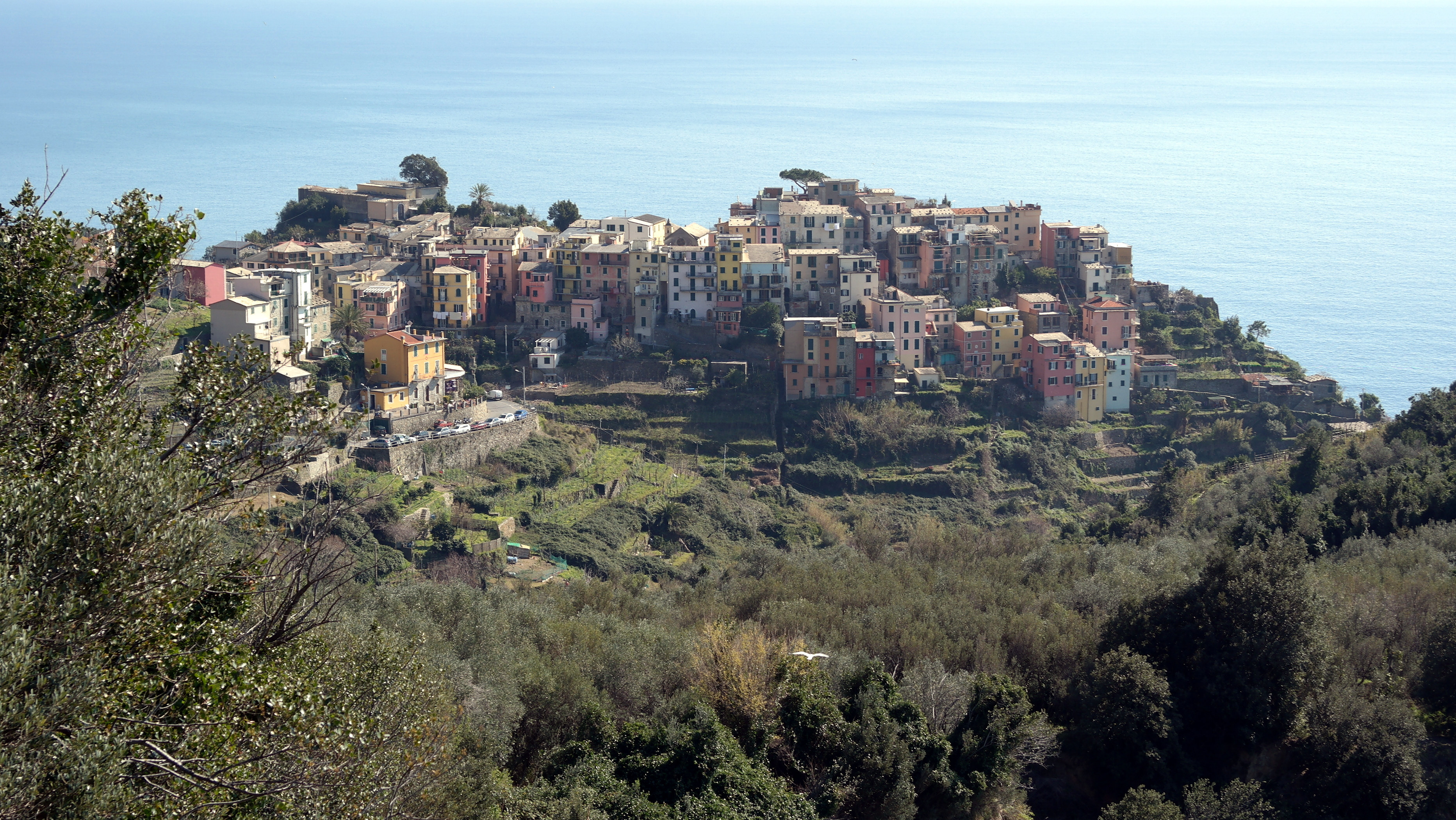
Corniglia.

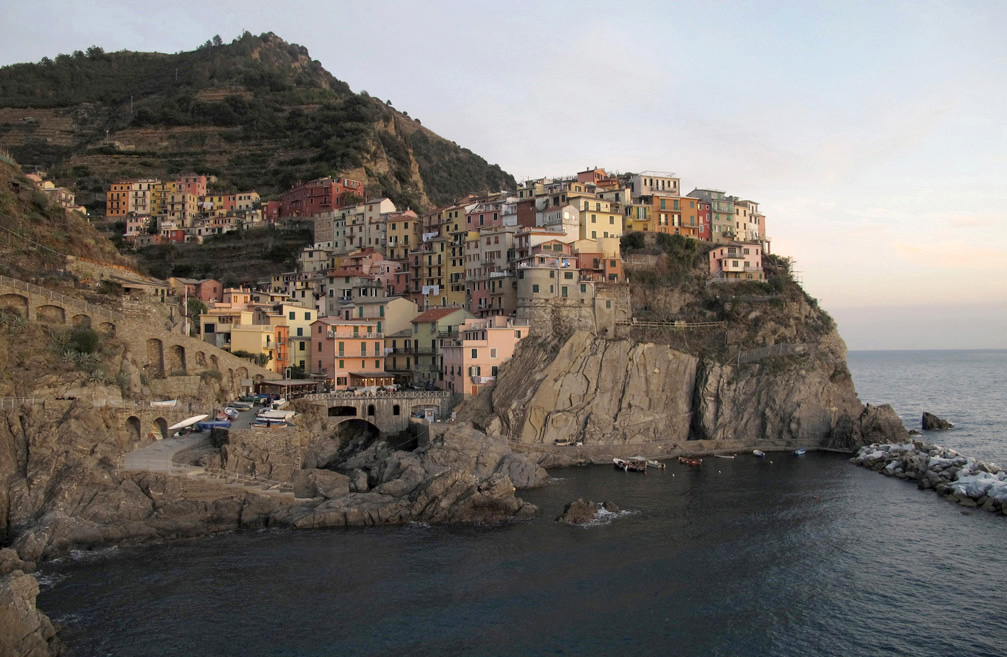
Manarola.

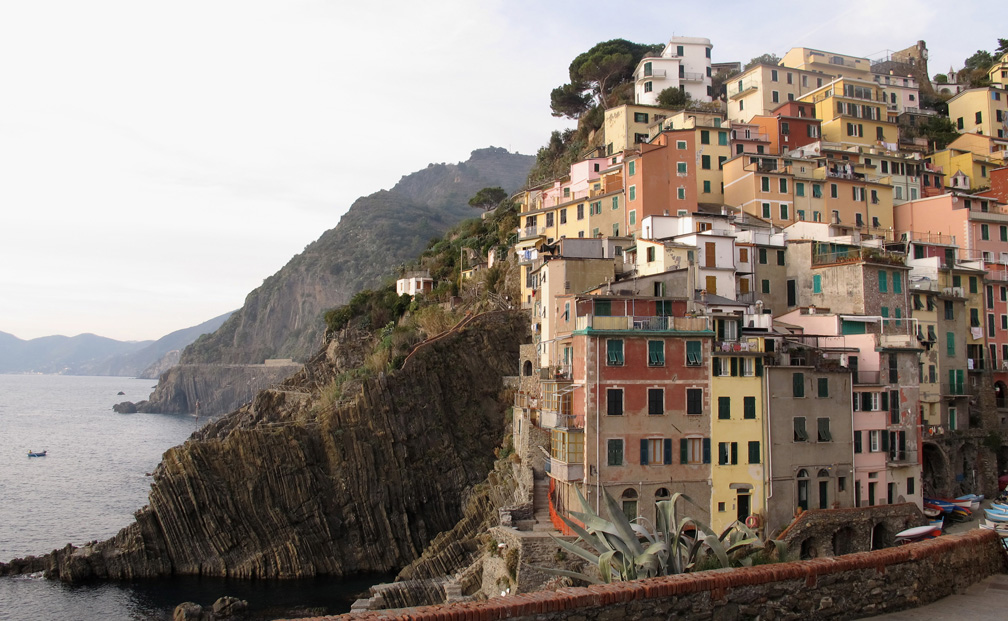
Riomaggiore.

Les Cinque Terre comprennent trois communes : Monterosso al Mare, Vernazza et Riomaggiore, ainsi que plusieurs hameaux : Corniglia (sur la commune de Vernazza), Manarola (sur celle de Riomaggiore), Volastra et Groppo.
Le paysage des Cinque Terre se caractérise par la présence de milliers de kilomètres de restanques, soutenus par des murs en pierre sèche, où sont cultivés principalement des vignes, des oliviers, des agrumes, du basilic et des plantes médicinales. Au total, ces murs forment une longueur de 6 729 km. Cet ouvrage de terrassement, à pic sur la mer, a été construit à partir du XIe siècle avec les pierres et la terre trouvées sur place. La zone aménagée en terrasse atteint environ 1 400 ha et occupe la face côtière jusqu'à 450-500 mètres au-dessus du niveau de la mer, en débutant parfois au ras du rivage.
En 1997, l'UNESCO classe les Cinque Terre sur la liste du Patrimoine mondial comme paysage culturel. La même année, le ministère de l'écologie italien classe la zone marine des Cinque Terre en aire marine naturelle  pour la protection de l'environnement, la tutelle et la valorisation des ressources biologiques et pour la promotion et le développement socio-économique compatible avec l'importance naturaliste du paysage. En 1999, le parc national des Cinque Terre est créé, pour conserver les équilibres écologiques et sauvegarder le paysage et les valeurs culturelles du lieu.
En 2015, ces petits villages côtiers ont connu un véritable raz-de-marée, avec plus de 2,5 millions de touristes. Le passage annuel de ces millions de visiteurs pour 4000 habitants a fait qu'un quota de visiteurs a failli être instauré en 2016, mais abandonné. Depuis l'été 2019, il y est interdit de porter des chaussures sans semelle antidérapante», les porteurs de tongs ou de sandales risquent une amende. Le gouvernement italien a annoncé aussi que des appareils seront installés pour restreindre le nombre de visiteurs une fois la limite quotidienne atteinte.

## Transport
Pour rejoindre les Cinque Terre , le meilleur moyen est le train depuis Gênes ou La Spezia, également de Levanto (5€ par trajet quel qu’il soit en 2025 entre Levanto et La Spézia). Il y a des sentiers pédestres entre ces villages ; il faut s'acquitter d'un péage (7,50 euros en 2025 + 10€ si on ne dispose pas du « pass ») pour parcourir celui qu’on appelle la Via Dell'Amore (le « Chemin de l'Amour ») : c’est le sentier de Riomaggiore à Manarola qui longe la côte. Le  chemin de Manarola à Corniglia était facile à parcourir ; en 2025,  il est toujours fermé à la suite des éboulements de 2016. Celui menant de Corniglia à Vernazza est parfois raide. Le sentier de Vernazza à Monterosso, à travers les vignes et les vergers d'oliviers est de loin le plus raide.
Dès l'été 2008, l'accès à l'aire marine protégée est permis aux bateaux à voile et à moteur éco-compatible, c'est-à-dire utilisant de l'essence verte ou des biocarburants. De plus, toutes les embarcations de plus de vingt mètres de long doivent posséder une cuve recueillant les eaux usées du bord. Le mouillage reste réglementé dans certaines zones de cette aire.
L’accès au cœur des villages ne peut se faire en voiture car les routes sont inexistantes. Cela étant, des parkings sont mis à disposition à l’entrée des villages, mais le nombre de places est limité. Il est donc préférable de se rendre dans les Cinque Terre en train.

## Nourriture et vin
Compte tenu de son emplacement en Méditerranée, les fruits de mer sont abondants dans la cuisine locale. Les anchois font partie intégrante de la culture culinaire des Cinque Terre ainsi que le pesto, une sauce à base de feuilles de basilic, d’ail, de sel, d’huile d’olive, de pignons de pin et de fromage pecorino. Les montagnes servent à la culture du raisin et des olives. La focaccia est un pain cuit au four particulièrement connu dans la région. La farinata, une collation typique des boulangeries et des pizzerias, est une crêpe salée et croquante à base de farine de pois chiche. La ville de Corniglia est particulièrement appréciée pour sa glace préparée au miel local. Les raisins des Cinque Terre sont utilisés pour produire des vins locaux.